# Montalto (arie protejată)
Montalto este o arie protejată (arie specială de conservare — SAC, sit de importanță comunitară — SCI) din Italia întinsă pe o suprafață de 312 ha, integral pe uscat.

## Localizare
Centrul sitului Montalto este situat la coordonatele 38°09′35″N 15°54′52″E / 38.159722°N 15.914444°E.

## Înființare
Situl Montalto a fost declarat sit de importanță comunitară în septembrie 1995 pentru a proteja 1 specie de plante și 5 specii de animale. Situl a fost protejat și ca arie specială de conservare în aprilie 2018.

## Biodiversitate
Situată în ecoregiunea mediteraneană, aria protejată conține 5 habitate naturale: Lande oro-mediteraneene cu formațiuni endemice de grozamă, Formațiuni de Juniperus communis pe lande sau pajiști calcaroase, Liziere de ierburi înalte hidrofile de câmpie și de nivel montan până la alpin, Păduri de Abies alba din Apeninii sudici, Păduri de fag din Apenini cu Abies alba și păduri de fag cu Abies nebrodensis.
La baza desemnării sitului se află mai multe specii protejate:
- plante (1): Buxbaumia viridis
- păsări (2): Eudromias morinellus, pitulice sfârâitoare (Phylloscopus sibilatrix)
- amfibieni (1): Bombina pachypus
- mamifere (1): lupul (Canis lupus)
- nevertebrate (1): Osmoderma italicum

Pe lângă speciile protejate, pe teritoriul sitului au mai fost identificate 10 specii de plante, 2 specii de amfibieni, 7 specii de mamifere, 6 specii de nevertebrate, 3 specii de reptile.